# Jacob Runge

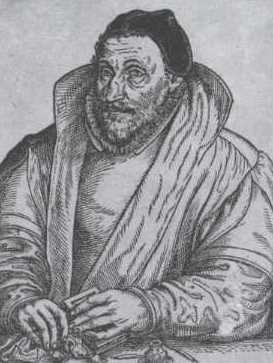
Jacob Runge

Jacob Runge (* 15. Juni 1527 in Stargard in Pommern; † 11. Januar 1595 in Greifswald) war ein lutherischer Theologe und reformatorischer Generalsuperintendent.

## Leben
Als Sohn eines Leinewebers war Runge in Stargard aufgewachsen, besuchte dort die Schule und kam 1542 auf das Pädagogium nach Stettin. Von hier ging er zum Theologiestudium nach Wittenberg, wo er noch Martin Luther hören konnte. Zu Philipp Melanchthon gewann er ein näheres Verhältnis, nicht aber zu seinem Landsmann Johannes Bugenhagen. Zeitlebens war er überzeugt, dass Luther und Melanchthon in der Lehre übereinstimmten. Die Kriegswirren ließen ihn nach Greifswald zurückkehren. Bereits 1547 erhielt er ein Lehramt für Grammatik und Musik an der Artistischen Fakultät der Universität Greifswald, 1553 wurde er Stadtpfarrer an St. Marien und Professor der Theologie und nahm an allen kirchlichen Ereignissen teil. 
Den Ruf als Pfarrer an St. Lorenz in Nürnberg lehnte er ab. Dem Generalsuperintendenten Johannes Knipstro versprach er, in Pommern zu bleiben. 1556 wurde er sein Nachfolger. Mit Melanchthon ging er zum Wormser Religionsgespräch (1557) und kehrte erst im Januar 1558 in die Heimat zurück. Hier warteten auf ihn große Aufgaben: Abwehr der Ideen Andreas Osianders, Fürsorge für die Pfarrer, Aufstellung einer neuen Kirchenordnung 1563.
Die Treue zu seinem Lehrer Melanchthon bewies er dadurch, dass er das „Corpus doctrinae Philippicum“ auf der Synode als Lehrnorm annehmen ließ. Als Professor der Theologie wie als Generalsuperintendent hatte er keinen leichten Stand, doch war er geschickt, dogmatische wie rechtliche Schwierigkeiten aus dem Wege zu räumen. Sein letzter Kampf ging um die Anerkennung des Konkordienbuches. Der Tod des Herzogs Ernst Ludwig und Verluste in der eigenen Familie hatten ihn müde gemacht, nachdem er sich sein Leben lang für die evangelische Kirche Pommerns eingesetzt und ihren Aufbau gesichert hatte.
Sein Epitaph befindet sich im Dom St. Nikolai (Greifswald).

## Familie
Jacob Runge war mit Anna Gerschow, Tochter des Anton Gerschow (auch: Gersow) und der Agnes von Steinwehr, verheiratet. Er hatte mit ihr drei Töchter und fünf Söhne:
- Anna Runge (* 1549/1551; † vor 1628), ⚭ 1584 David Willmann, Pastor und Professor in Greifswald, ⚭ 1592 Matthaeus Flegius, Pastor und Professor in Greifswald; ⚭ nach 1598 Gregorius Hagius, Hofprediger in Greifswald
- Johannes Runge (* 28. Februar 1551 in Greifswald; † 16. Februar 1602 in Stettin), 1578 Stadtarzt Stettin, 1594 fürstlich pomm-Wolgast. Leibarzt
- Jakob Runge, Jurist und Ratsherr in Wolgast
- Gertrude Runge (* 1553; † 1600), ⚭ 1570 Jakob Faber, Professor in Greifswald, später Generalsuperintendent von Pommern-Stettin
- Friedrich Runge (* 1559; † 1604), Pastor und Professor in Stettin, später Generalsuperintendent von Pommern-Wolgast
- Daniel Runge (* 1561; † 1629), Rechtsgelehrter und pommerscher Kanzler
- David Runge (* 1564; † 1604), lutherischer Theologe in Greifswald und Wittenberg
- Agnes Runge (* 1570; † 1618); ⚭ David Reckling, Jurist in Greifswald

Sein Bruder Andreas Runge war Professor für Mathematik an der Universität Greifswald.